# John A.M. Adair
John Alfred McDowell Adair, född 22 december 1864 i Portland i Indiana, död 5 oktober 1938 i Portland i Indiana, var en amerikansk politiker (demokrat). Han var ledamot av USA:s representanthus 1907–1917.
Adair efterträdde 1907 George W. Cromer som kongressledamot och efterträddes 1917 av Albert Henry Vestal.